# فابيو هوكسها
فابيو هوكسها (بالألبانية: Fabio Hoxha‏) هو لاعب كرة قدم ألباني في مركز الهجوم، ولد في 7 مايو 1993 في دراس في ألبانيا. شارك مع منتخب ألبانيا تحت 17 سنة لكرة القدم ومنتخب ألبانيا تحت 19 سنة لكرة القدم ومنتخب ألبانيا تحت 21 سنة لكرة القدم. أما مع النوادي، فقد لعب مع إنتر ميلان ونادي تيرانا ونادي فاريسي.

## وصلات خارجية
- فابيو هوكسها على موقع الاتحاد الأوربي (الإنجليزية)
- فابيو هوكسها على موقع قاعدة بيانات كرة القدم.إي يو (الإنجليزية)